# Suzy Amis
Suzy Amis (5 de janeiro de 1962) é uma atriz e modelo norte-americana. É casada com o cineasta James Cameron.

## Vida
Nascida em Oklahoma City, Oklahoma, Amis trabalhou pela primeira vez como modelo na Ford antes de começar a atuar na década de 1980. Ela estreou no cinema no filme de comédia de 1985 Fandango, do diretor Kevin Reynolds. Em seguida, teve papéis em O Rochedo de Gibraltar (1988), Onde Está o Coração (1990) e Rich in Love (1993). Em 1993, ela representou Josephine "Jo" Monaghan em The Ballad of Little Jo. Mais tarde, ela apareceu em Contagem Regressiva (1994), Os Suspeitos (1995), e o sucesso de público Titanic (1997), no qual interpretou Lizzy Calvert, neta de Rose Dawson Calvert (Gloria Stuart). No mesmo ano, ela estrelou o filme Last Stand at Sabre River e atuou no clássico cult Nadja. Amis se aposentou após sua última aparição no cinema em Judgement Day, de 1999.

## Trabalhos no cinema
- Firestorm (1998) .... Jennifer
- Titanic (1997) .... Lizzy Calvert
- The Ex (1997) .... Molly Kenyon
- One Good Turn (1996) .... Laura Forrest
- Cadillac Ranch (1996) .... C.J. Crowley
- Nadja (1994) .... Cassandra
- Blown Away (1994) .... Kate Dove
- The Usual Suspects (1994) .... Edie Finneran
- Two Small Bodies (1993) .... Eileen Mahoney
- The Ballad of Little Jo (1993) .... Josephine 'Jo' Monaghan
- Watch It (1993) .... Anne
- Rich in Love (1993) .... Rae Odom
- Where the Heart Is (1990) .... Chloe McBain
- Twister (1989) .... Maureen Cleveland
- Rocket Gibraltar (1988) .... Aggie Rockwell
- Plain Clothes (1988) .... Robin Torrence
- The Big Town (1987) .... Aggie Donaldson
- Fandango (1985) .... garota